# Zec de la Rivière-Mitis
Pour les articles homonymes, voir Mitis.
La zec de la Rivière-Mitis est une zone d'exploitation contrôlée (zec) située dans la municipalité de paroisse de Sainte-Jeanne-d'Arc (La Mitis), dans la municipalité régionale de comté (MRC) La Mitis, dans la région administrative du Bas-Saint-Laurent, au Québec, au Canada.
Les parcours de la rivière Mitis et de la rivière Mistigougèche sont administrés par la "zec de la Rivière-Mitis", constituée en 1993. Le mandat confié à la zec par le Gouvernement du Québec est centré sur l'exploitation et la conservation du saumon de l'Atlantique.

## Géographie
La rivière Mitis s'approvisionne principalement d'un grand plan d'eau composé d'une série de quatre lacs contingues en forme de croissant tournés vers le sud-ouest: lac Inférieur, Lac à la Croix, Lac Mitis et le lac Supérieur. Ce dernier étant le plus au sud reçoit les eaux de la rivière Patapédia-Est qui délimite un segment de frontière entre le Québec et le Nouveau-Brunswick. Cette série de lacs est située dans la région administrative de la Gaspésie, à la limite de la région du Bas-Saint-Laurent.
Le barrage Mitis est érigé à l'embouchure du lac Inférieur, situé à l'extrémité ouest, près du hameau de Lac-Mitis. La rivière Mitis débute à l'embouchure du lac Inférieur. En descendant, la rivière récupère les eaux de plusieurs affluents, augmentant ainsi son débit, du côté:
- Est: rivière Saint-Pierre, rivière Rouge, ruisseau Thibeault,
- Ouest: ruisseau Grassy, Rivière Mistigougèche, rivière Neigette (La Mitis), ruisseau des Sept-Lacs et Jaune.

La rivière Mitis coule du sud au nord dans une étroite vallée bordée de montagnes, jusqu'à Sainte-Angèle-de-Mérici. Puis la rivière traverse des milieux agricoles et forestiers. La rivière Mitis continue son cours en serpentant dans la municipalité de Price (Québec). Les barrages Mitis-Un et Mitis-Deux, situés à la limite des municipalités de Sainte-Flavie et de Grand-Métis, près de Mont-Joli, harnachent la rivière près de son embouchure. Après une descente de 74 km, la rivière se déverse dans le golfe du Saint-Laurent dans la Baie Mitis, protégée par une avancée de terre, désignée la "Pointe aux Cennelles", à Sainte-Flavie.
La rivière Mitis et ses plans d'eau supérieurs traversent le territoire des municipalités de (à partir de l'embouchure): Sainte-Flavie, Saint-Joseph-de-Lepage, Sainte-Angèle-de-Mérici, Sainte-Jeanne-d'Arc (La Mitis), La Rédemption, Saint-Charles-Garnier, Lac-Alfred, Lac-à-la-Croix (La Mitis), territoire non-organisé Rivière-Vaseuse, territoire non organisé Lac-des-Eaux-Mortes, Ruisseau-Ferguson et le nord-est du Nouveau-Brunswick.
Le poste d'accueil de la "zec de la Rivière-Mitis" est situé à Sainte-Angèle-de-Mérici, près de la route 132.

## Pêche au saumon
Au Québec, des populations de saumons ont été répertoriées dans 109 rivières et cinq tributaires. 
C’est en 1966 que la rivière Mitis obtient le statut de rivière à saumon. Cependant, ce n’est qu’à partir de 1977 que la pêche au saumon se pratique de façon régulière. Il faut attendre jusqu’en 1993 pour qu’enfin la Mitis devienne une ZEC Saumon dont la gestion est déléguée à la corporation de Gestion de la Pêche Sportive de la Rivière Mitis (CGPSRM), un organisme sans but lucratif voué au développement et à la protection de la ressource saumon.
Depuis le 23 juillet 2014, la loi oblige les pêcheurs à appliquer la remise à l'eau des grands saumons capturés. Cette politique vise à préserver les grands géniteurs pour un développement durable.
La rivière Mitis comporte 33 fosses à saumon, entre l'embouchure de la rivière Rouge (rivière Mitis) et le lac Inférieur (Lac Mitis). La rivière a un lit pierreux, composé de galet et de roches; ce qui constitue des conditions idéales pour la montaison des saumons. Dans la zone de la zec, la pêche au saumon se pratique à gué.

## Toponymie
Les divers toponymes utilisant "Mitis" ont le même origine: municipalité régionale de comté (MRC), rivière, lac et deux seigneuries (Seigneurie de Mitis et Seigneurie du Lac-Mitis).
L'appellation Mitis provient des Micmacs de Restigouche (canton) qui circulaient jadis sur la rivière pour rejoindre le fleuve Saint-Laurent. Le terme "Mitis" tire son origine des mots en micmac Miti sip - rivière du peuplier - ou mitsisk - tremble, qui est une essence d'arbres bordant la rivière Mitis et ses affluents. La graphie du terme varie sous quelques autres formes: Métis pour metioui ou mitiwee signifiant lieu de réunion.
Le toponyme "Rivière Mitis" est reconnu officiellement depuis le XVIIe siècle, tel qu'attesté par le titre de concession de la seigneurie de Mitis, qui est daté du 6 mai 1675.
Le toponyme "Zec de la Rivière-Mitis" a été officialisé le 21 octobre 1993, à la Banque des noms de lieux de la Commission de toponymie du Québec.